# Bassanita
|  | Aquest article tracta sobre el mineral. Si cerqueu la roca volcànica, vegeu «basanita». |

La bassanita és un mineral de la classe dels sulfats. Va rebre el seu nom l'any 1910 per Ferruccio Zambonini en honor de Francesco Bassani (1853-1916), professor de paleontologia de la Universitat de Nàpols.

## Característiques
La bassanita és un sulfat de fórmula química CaSO₄·0,5H₂O. Cristal·litza en el sistema monoclínic. Es troba en forma de cristalls semblants a agulles, d'aproximadament 0,1 mil·límetres, típicament en agregats paral·lels. Es pot trobar pseudomòrfic després de guix. És un mineral molt semblant a l'omongwaïta. Aparentment, es tracta una fase precursora comuna de l'anhidrita i del guix.
Segons la classificació de Nickel-Strunz, la bassanita pertany a «07.CD - Sulfats (selenats, etc.) sense anions addicionals, amb H₂O, amb cations grans només» juntament amb els següents minerals: matteuccita, mirabilita, lecontita, hidroglauberita, eugsterita, görgeyita, koktaïta, singenita, guix, bassanita, zircosulfat, schieffelinita, montanita i omongwaïta.

## Formació i jaciments
Es troba alterada a partir de guix en blocs de tefrita leucita. Pot ser també d'origen fumaròlic, com en el cas de la seva localitat tipus, el Vesuvi, així com en llacs secs o perennement secs; també en coves, intercalat amb guix. Sol trobar-se associada a altres minerals com: guix, anhidrita, celestina, calcita o gibbsita. Va ser descoberta l'any 1910 al Vesuvi, a la província de Nàpols (Campània, Itàlia).